# سانری (اکلاهما)
سانری (به انگلیسی: Sunray) یک منطقهٔ مسکونی در ایالات متحده آمریکا است که در شهرستان استفنز، اکلاهما واقع شده‌است.